# Drengene fra Angora
Drengene fra Angora er et dansk satireprogram fra 2004, som bestod af en forårssæson og en efterårssæson på hver 12 udsendelser samt en "special" i efterårssæsonen, en nytårsspecial, et tilbagebliksprogram med titlen På utallige opfordringer samt et enkelt program i serien af udsendelser lavet ifm. H.C. Andersens 200-års fødselsdag i 2005, hvor eventyret Klods-Hans fortolkes. De almindelige udsendelser varer hver ca. 30 minutter.
De medvirkende er Simon Kvamm, Esben Pretzmann, og Rune Tolsgaard. Programmets ramme er et tv-studie med studieværten Simon Kvamm i rollen som sig selv. Som regel finder man ham i selskab med Esben Pretzmann i rollen som pianisten Henrik Solgaard og Rune Tolsgaard, som i de første afsnit spiller huskomikeren Dan, senere trommeslageren Kåre. Foruden de faste gæster i studiet var der mange båndede indslag, de fleste satire over moderne tv-koncepter krydret med dansk regionalkolorit. Docu-soapen om cykelholdet Team Easy On var med i alle udsendelser. I forårssæsonen var der også "Landmandssønnerne og Far" og "Spændende Mennesker", i efteråret kom "Russerne" og "Bugge og Ronald". Gennem hele udsendelsesrækken var der også diverse musikvideoer i forskellig musikstil, men altid med en tekst, som ikke var lige efter bogen.
Sangene fra tv-serien blev udgivet på CD'en Drengene Fra Angora.

## Persongalleri
Drengene fra Angora rådede over et stort persongalleri. Personernes navne er skrevet i fed, derefter følger deres fiktive beskæftigelse, dernæst skuespilleren i parentes og til slut en kort beskrivelse af rollen.

### I studiet
- Henrik Solgård, Pianist (Esben Pretzmann)
Henrik Solgård, også kaldt "Den nordjyske jukebox", er meget selvglad. Han foregiver at kunne spille enhver sang, men har nærmest ingen musikalsk fornemmelse. I de første afsnit af programmet virker han meget "vattet" og kan ikke rigtig noget. Han bliver mere og mere irriterende og egoistisk hen over afsnittene sendt i foråret og efteråret 2004.

- Dann, Komiker (Rune Tolsgaard)
Dan står for indslag med standup-komik, men fældes hver gang af sit lave selvværd. Derfor forlod han programmet i afsnit 8, og i det efterfølgende program blev trommeslageren Kåre sat ind som erstatning.

- Kåre, trommeslager (Rune Tolsgaard)
Kåre bliver introduceret som Henriks ven, men hen ad vejen virker det ikke som om de er særligt gode venner. Kåre taler meget, men det han siger er ikke ret varieret. Faktisk holder han sig hovedsageligt til "Nå!", "næmli' ja" og "Det' ingen problem, da" – alle disse bliver til stadighed citeret en del.

- Simon, vært (Simon Kvamm)
Simon forsøger på at holde sammen på programmet og opmuntrer sine side-kicks trods deres ofte åbenlyse talentløshed. Han prøver at holde sig neutral i konflikterne i studiet, dog stadigt med højt humør.

### Diverse indslag
- Ryan & Flemming, Landmandssønner (Simon Kvamm og Rune Tolsgaard) 
Landmandssønnerne "leger" altid med deres far, dvs. at han får tæv.

- Far, Landmandssønnernes far (Esben Pretzmann)
Han får altid tæv af sine to sønner.

- Sander140, Hattesamler (Esben Pretzmann)
Medvirker kun i et afsnit om "Spændende mennesker" hvor han samler hatte. Sander 140 kan godt lide bandet Oasis.

- Søde Bo, Mand der snakker med kæledyr (Esben Pretzmann)
Medvirker i et afsnit af "Spændende Mennesker", han mener han kan tale med sit firben Martin, der stærkt advarer mod bøsser.

- Sten Ditto, Mand der lever ligesom en bjørn (Rune Tolsgaard)
Sten Ditto lever som en bjørn, og sover 22 ud af døgnets 24 timer. Han sover i en hundekurv.

- Solo Jan, Kok (Esben Pretzmann)
Medvirker i et afsnit af "Spændende Mennesker", samt sangen "Jul i Angora". Han har ifølge programmet vundet flere priser for sin helt specielle "fløde-ostesauce med grøntsager i". Retten viser sig dog senere at indeholde en betragtelig mængde fæces.

- Gabriel, honningsælger (Simon Kvamm)
Denne figur medvirker kun i et fraklip der findes på Drengene fra Angora Sæson 2 DVD'en disk 3. Gabriel sælger honning tilsat sukker ("ekstra-süß") og lider af homofobiske vrangforestillinger.

- Lars Allan "Baune" Baunsbøl, medlem af rockerklubben "Svinene" (Simon Kvamm)
Den eneste figur der har eksisteret før Drengene fra Angora. "Baune" var en figur i "Rockerne", en serie der blev vist på DR i 2002 og 2003. Han havde en "brevkas'" i Drengene fra Angora i forårssæsonen, som de andre i rockerklubben "Svinene" hjalp ham med at optage (jf. episode 11). "Baune" valgte efter eget udsagn at trække sig til fordel for liveshows, han var dog med i et enkelt program, fordi Henrik og Simon var på sygehuset.

- Esben, vært i et enkelt afsnit (Esben Pretzmann)
Da Simon i et af afsnittene er på hospitalet for at besøge Henrik Solgård (som er der for at blive omskåret), er Esben vært i stedet sammen med gæsten Baune (Simon Kvamm).

- Vlad, Gagarin og Ukendt navn, Russere (Rune Tolsgaard, Simon Kvamm og Esben Pretzmann)
Programmet om russerne var oprindeligt tænkt som et gør-det-selv-program men blev ændret til "Vittighedstimen". Dette skete ved at lave den danske undertekst om. Til indslagene blev der brugt gammelt tv-udstyr, for at opnå en realistisk lavteknologisk kvalitet. Figurerne taler et overbevisende vrøvle-russisk, i stil med Dirch Passers tryllekunstner fra Cirkusrevyen 1968.

- Bugge og Ronald, Livsstilseksperter (Esben Pretzmann og Rune Tolsgaard)
Simon interviewer de to eksperter omkring bl.a. udklædning til fastelavn, solbriller og pingviner i zoo, men Bugge og Ronald hader Simon og bliver vrede på ham uden han har gjort noget, Simon prøver at tale dem til rette, men da han begynder at svare dem igen bliver de bare endnu mere vrede. Indslagene med Bugge og Ronald indeholder som de eneste henvisninger til Simon Kvamms sideløbende karriere som forsanger i Nephew.

### Cykelholdet Team Easy On
Team Easy On er et fiktivt dansk cykelhold, som sponsoreres af et kondomfirma. I løbet af programmerne følger man holdets forsøg på at komme med i Tour de France. Holdets slagsang "De skal have baghjul nede i Touren" blev et stort hit i 2004. I 2007, efter Bjarne Riis' indrømmelser om dopingmisbrug, tilstod Team Easy On også et omfattende dopingmisbrug. Dette skete på et fiktivt pressemøde, som blev lagt på YouTube. 
I slutningen af programmet vælger de at starte et busselskab efter deres nederlag inden for cykelsport. Busselskabet går fint, men der opstår hurtigt konflikter indbyrdes, og det hele virker tæt på at gå i opløsning, men de finder dog hurtigt sammen igen. Henning beslutter sig for rejse til Thailand efter at have mødt en pige via en datingside, men bliver forhindret og ombestemmer sig i sidste øjeblik. Henning fortæller Bobby, at han overtager hans carport, og at Pim vil få huset.
- Henning Primdahl, Sportsdirektør (Rune Tolsgaard)
Henning Primdahl er ligesom de andre på cykelholdet meget naiv. Han er overbevist om, at Team Easy On kan vinde Tour de France ved at træne to gange om ugen. Henning gør gerne forskel på sine ryttere og er meget barnlig, når han ikke får ret.

- Bobby Olsen, Holdkaptajn og bjergrytter (Esben Pretzmann)
Bobby er lidt af en enspænder. Han har en meget monoton og dyb stemme. Han har taget symaskinekørekort og traktorkørekort, har fået fornyet sit symaskinekørekort, og så har han også stort kørekort. Fik 9 i musik, da han gik på Hammel Skole og blev udnævnt til Årets Vandhund i 10. klasse, hvor han også lærte at tage hovedspring. Han har næsten altid sin cykelhjelm på, undtagen når han sover, og har meget store briller. Elsker pølsehorn og chips med havsalt. Bobby går under kælenavnet "Oksen fra Hammel", ligesom Chris Anker Sørensen.

- Pim de Keysergracht, Sprinter (Simon Kvamm)
Hollænderen Pim er opvokset i Amsterdam (sandsynligvis i Red Light District) sammen med sin mor, der var prostitueret. Han tager euforiserende stoffer og ryger hash. Pim taler ikke dansk, kun engelsk med hollandsk accent. Han er også biseksuel. Pim har blåt hår og går ofte klædt i Team Easy On-tøjet. Pim tager tit doping for at vinde, herunder epo og andre stoffer.

I år 2010 blev alle afsnittene af Team Easy On udgivet på dvd med alle afsnittene samlet plus pressemødet, hvor de indrømmer dopingmisbrug.
Den 8. januar 2023. blev Henning Primdahl igen vakt til live hos DR. Henning Primdahl tilbød Tour De France vinder Jonas Vingegaard, en professionel kontrakt hos Team Easy on.

## Diskografi
- 2004 Drengene Fra Angora